# Campnosperma squamatum
Campnosperma squamatum là một loài thực vật có hoa trong họ Đào lộn hột. Loài này được Ridl. mô tả khoa học đầu tiên năm 1933.